# Yingchengzi (sockenhuvudort i Kina, Heilongjiang Sheng, lat 45,17, long 126,96)
Yingchengzi (kinesiska: 营城子, 营城子满族乡) är en sockenhuvudort i Kina. Den ligger i provinsen Heilongjiang, i den nordöstra delen av landet, omkring 69 kilometer söder om provinshuvudstaden Harbin. Antalet invånare är 19 929. Befolkningen består av 9 844 kvinnor och 10 085 män. Barn under 15 år utgör 14,0 %, vuxna 15-64 år 77 %, och äldre över 65 år 7,0 %.
Runt Yingchengzi är det ganska tätbefolkat, med 111 invånare per kvadratkilometer. Närmaste större samhälle är Qingshan, 9,8 km sydväst om Yingchengzi. Trakten runt Yingchengzi består till största delen av jordbruksmark.
Genomsnittlig årsnederbörd är 855 millimeter. Den regnigaste månaden är juli, med i genomsnitt 188 mm nederbörd, och den torraste är januari, med 7 mm nederbörd.